# Richmond Raceway
Richmond Raceway är en 0.75 mile (1.12 km) lång D-formad ovalbana belägen utanför Richmond i Virginia i USA som sedan 1999 ägs av International Speedway Corporation. Läktarkapaciteten är 51 000. Kurvornas banking är 14°, vilket hjälper till för en respektabel snittfart, även om bara Martinsville Speedway är långsammare i Nascar.

## Historia
Richmond färdigställdes 1946, som Atlantic Rural Expositions Faigrounds. Bansträckningen var ursprungligen en halv mile lång men byggdes 1988 ut till sin nuvarande längd, 0,75 mile. Banan höll sitt första race i NASCAR:s Cupserie 1953, med Lee Petty som vinnare. År 1955 såldes banan till Paul Sawyer och Joe Weatherly och bytte då namn till Atlantic Rural Fairgrounds, ett namn banan behöll fram till 1967 då den fick namnet Virginia State Fairgrounds. Sitt nuvarande namn har den sedan 1989. Den mest segerrike föraren genom tiderna är Richard Petty som vann tretton cup-race på banan. Banan har sedan 1991 belysning och arrangerar Federated Auto Parts 400 som kvällslopp. Under 2000-talet drygade Richmond ut, då man förutom sina två Nascar-tävlingar även började arrangera IndyCar på banan. Publiksiffrorna var inte i närheten av Nascar:s på samma bana, men banan arrangerade några jämna och populära race. Höstens lopp har en nyckelroll i Nascar Cup Series, då det är den sista tävlingen i grundserien, och det lopp som slutgiltigen avgör vilka 16 förare som tar sig vidare till slutspelsserien.